# Francesco Bernardino Ferrari
Pour les articles homonymes, voir Ferrari.
Francesco Bernardino Ferrari, Franciscus Bernardinus Ferrarius en latin, érudit, historien et liturgiste italien, né à Milan vers 1577 et mort en 1669.

## Biographie
Le cardinal Federico Borromeo avait fondé à Milan en 1607 le collège Ambrosiano et la bibliothèque Ambrosienne, en 1609. Pour la rendre utile à tous, il a confié à différentes personnes savantes des thèmes de recherches. Francesco Bernardino Ferrari a étudié au collège Ambrosiano dont il a été reçu docteur en 1609, parmi les neuf premiers qui comprenaient aussi, Antonio Olgiati (vers 1570-1647), de Lugano, qui a été un préfet de l'Ambrosienne, Antonio Salmazia, Giuseppe Ripamonti, Antonio Giggei, Benedetto Sossago, Francesco Collio, Antonio Rusca et Giuseppe Visconti. Pour acquérir des livres devant constituer le fonds de la bibliothèque Ambrosienne, le cardinal Borromeo avait envoyé Antonio Olgiati visiter l'Allemagne, la Belgique, les Pays-Bas et la France, Antonio Salmazia s'établit à Corfou pour acheter des livres grecs, et Francesco Bernardino Ferrari a pu acquérir un grand nombre de livres pendant son voyage à travers l'Italie et l'Espagne. Il a été préfet de la bibliothèque Ambrosienne de 1647 à sa mort.
Vers 1620, Ferrari a écrit un traité sur la manière ancienne de prêcher, De Ritu sacrarum Ecclesiae catholicae concionum, mais l'archevêque Borromeo ayant écrit un traité sur le même sujet, de Concioniante Episcopo, il n'a pas voulu que le traité de Ferrari soit publié. Il a été publié à Paris en 1664, puis à Lyon en 1665 et à Utrecht en 1692. Ce traité est divisé en trois livres : 
- le premier, traite du sermon même,
- le deuxième, du prédicateur et des auditeurs,
- le troisième, du lieu et du temps de la prédication.
Il a recueilli, dans les textes des Pères de l'Église, pouvant éclaircir les anciens rites de prédication. Il y écrit aussi des rites des Hébreux pendant leurs prédications ainsi que des manières de parler en public des gentils.
Le traité de l'ancien usage des épîtres ecclésiastiques a été publié en 1613. Il est divisé en trois livres :
- le premier traite des épîtres canoniques,
- le deuxième, des lettres synodales,
- le troisième traite de la forme des anciennes lettres.
Le livre des Acclamations et de l'applaudissement des anciens a été divisé en sept livres, publié à Milan en 1627.
Francesco Bernardino Ferrari a aussi traité des funérailles des chrétiens. Son neveu Ottavio fut aussi un érudit et antiquaire de grande valeur.

## Publications
- De antiquo ecclesiasticarum epistolarum genere. Libri tres, Milan, 1613 (lire en ligne)
- De Ritu sacrarum Ecclesiae catholicae concionum libri duo, Milan, 1620
- De veterum acclamationibus et plausu libri septem, Milan, 1627 (lire en ligne)
- De Ritu sacrarum Ecclesiae veteris concionum, cum praefatione Joannis Georgii Graevii, Utrecht, 1692 (lire en ligne)